# Giselli Cristina
Giselli Cristina de Oliveira Carneiro, mais conhecida como Giselli Cristina, (Telêmaco Borba, 5 de setembro de 1979) é uma compositora e cantora brasileira de gênero gospel pentecostal.

## Vida pessoal
Começou a se apresentar aos cinco anos de idade, cantando em igrejas. É filha de João Carlos de Oliveira, pastor da Igreja Evangélica Assembleia de Deus e de Cleusa Oliveira. É irmã de Gesiel Jasson, Milene di Kassya e do cantor, compositor e evangelista Moisés Cleyton, todos membros da Igreja Evangélica Assembleia de Deus. É casada com Laercio Carneiro Júnior, com quem tem dois filhos (Rafaelli Cristina e Nicolas Henrique).

## Carreira
Giselli Cristina já gravou cerca de 20 CDs próprios, além de participações em trabalhos de outros cantores. Entre os álbuns em destaque estão Sacrifício, de 1998, Pra Te Adorar, de 2000, Verdadeiro Adorador, de 2002, Te Dou Graças, de 2004, Em Tua Presença, de 2006, Tua Santidade, de 2007, Confiarei, de 2009 (dueto com Clayton Queiroz) e Meu Barquinho, de 2010 (participação Moisés Cleyton).
Com o desenvolvimento de sua carreira, a cantora abriu a sua própria empresa de produção musical em 2013, com a razão social levando o seu nome completo.
A Crowley Broadcast Analysis, empresa especializada no monitoramento de programação de rádios, divulgou o ranking de canções mais tocadas em emissoras evangélicas brasileiras de janeiro de 2014, aparecendo Meu Barquinho de Giselli Cristina (com a participação de Moisés Cleyton) na quinta posição na semana de 12 a 18 de janeiro, caindo, já que estava na segunda posição na semana anterior. Já na semana de 2 a 8 de março, Meu Barquinho atingiu a primeira colocação no TOP 20, a frente de Bruna Karla com a música Advogado Fiel, e de Aline Barros com Casa do Pai.[carece de fontes?]

## Discografia

### Álbuns
- 1998 - Sacrifício
- 1999 - Estou Contigo
- 2000 - Pra Te Adorar
- 2001 - Deus é Fiel
- 2002 - Verdadeiro Adorador
- 2003 - Telefone do Céu (Infantil)
- 2004 - Te Dou Graças
- 2005 - Nasci Pra Adorar
- 2005 - Vem Ser Meu Amiguinho (Infantil)
- 2006 - Em Tua Presença
- 2007 - Tua Santidade
- 2007 - As Melhores Canções
- 2008 - Vitória Deus Dará - Harpa Cristã
- 2008 - Magnífico
- 2008 - Deus Proverá
- 2009 - Confiarei
- 2010 - Meu Barquinho
- 2011 - As Melhores Canções de Giselli Cristina
- 2011 - Coletânea de Playbacks
- 2013 - Além dos Limites
- 2014 - Não Desista
- 2017 - Esperança
- 2022 - Hinos CCB, Vol.1